# Eodorcadion humerale
Eodorcadion humerale es una especie de escarabajo longicornio de la subfamilia Lamiinae. Fue descrita científicamente por Gebler en 1823.
Se distribuye por China, Mongolia y Rusia. Mide 13-20,8 milímetros de longitud. El período de vuelo ocurre en los meses de mayo y junio.